# Jan Doense
Jan Doense (Amsterdam, 25 de maig 1960) és un cineasta dels Països Baixos i organitzador de festivals i esdeveniments de cinema. Fins al 2007 va ser director del Festival de Cinema Fantàstic d'Amsterdam, ara l'Imagine Film Festival. Des de l'1 de novembre de 2018 és director artístic del festival Film by the Sea de Vlissingen.

## Biografia
Jan Doense es va graduar al Vossius Gymnasium d'Amsterdam i va estudiar dret a la Universitat d'Amsterdam. També va estudiar durant un breu temps a la Acadèmia de Cinema Neerlandesa d'Amsterdam i va fer cursos de cinema a la Acadèmia de Cinema de Nova York i al Binger Filmlab d'Amsterdam. L'any 2015 va participar en la reconeguda formació de productors EAVE (Empresaris Audiovisuals Europeus). Com a director, va realitzar els curtmetratges R.I.P. (2001) i Ver Weg (2004) per a la sèrie KORT! de la NTR.
Doense també és conegut com el fundador i antic director del Festival de Cinema Fantàstic d'Amsterdam (AFFF) , que s'anomena Imagine Film Festival des del 2009. Imagine mostra pel·lícules dels gèneres fantasia, terror, ciència-ficció, anime i thriller. El 2007, Doense va dimitir com a director del festival i el van succeir el director artístic Phil van Tongeren i la directora de negocis Liselotte van der Burgt. (Van Tongeren va ser succeït per Chris Oosterom el 2013.)
L'any 1992, juntament amb Van Tongeren, entre d'altres, Doense va cofundar Schokkend Nieuws, una revista cinematogràfica en neerlandès per als amants del terror, la SF, la fantasia i el culte.
Amb el flamenc Jan Verheyen, Doense ha organitzat en diverses ocasions des de 1990 De Nacht van de Wansmaak, programes de cinema polèmics amb tràilers i fragments obscurs i pel·lícules de culte, que va tornar el 2014. després d'una absència de set anys. Des del 2007 estrena les seves pel·lícules de terror preferides a través del segell Mr. Horror Presents i el 2009 va iniciar el Halloween Horror Show, una marató de cinema nocturn amb quatre estrenes de pel·lícules de terror. El Halloween Horror Show té lloc durant o al voltant de Halloween (31 d'octubre) a Pathé Tuschinski d'Amsterdam i un gran nombre d'altres cinemes als Països Baixos.
El 2009, Doense va fundar la productora House of Netherhorror juntament amb Herman Slagter, que se centra a fer pel·lícules de terror de baix i mitjà pressupost. La primera producció de terror House of Nether De Poel (pel·lícula), una pel·lícula de Chris W. Mitchell amb papers principals per a Gijs Scholten van Aschat i Carine Crutzen, es va estrenar a El 2014 es va estrenar a l'Imagine Film Festival. El 2015 va seguir la coproducció irlandesa-holandesa Cherry Tree (pel·lícula) del director David Keating.
Després de deixar el càrrec de director de l'Imagine Film Festival, Jan Doense va ser nomenat Cavaller de l'Orde d'Orange-Nassau el 2008.

## Filmografia

### Filmografia (com a director)
- Cheesehead Blues Recut (2019)
- Cheesehead Blues (2015)
- Rumoer (2011)
- Wil je altijd van me houden (2006) clip de De Dijk
- Ver Weg (2004)
- R.I.P. (2001)
- God the Devil Hell Heaven (1997) clip de Hocus Pocus
- Fear of the White Canvas (1997)
- The Great Rock 'n' Roll Massacre, part 2 (1988)
- The Great Rock 'n' Roll Massacre, part 1 (1988)

### Filmografia (com a productor)
- De Dick Maas Methode (2020)
- Cheesehead Blues Recut (2019)
- Wilkolak (2018)
- Xangadix Lives! (2017)
- Cherry Tree (2015)
- Cheesehead Blues (2015)
- De Poel (pel·lícula) (2014)
- State of Mind (1992)

### Filmografia (com a actor)
- Zombibi (2012) - Kantoor Zombie
- Sint (2010) - Verslaggever 2
- Flodder sèrie de televisió - Eppo (episodi, Breekpunt, 1999)
- Flodder sèrie de televisió - Investigador 1 (episodi Gifwolk, 1998)
- Flodder sèrie de televisió – Membre del comitè (episodi De Verjaardag, 1993)
- Flodder in Amerika! (1992) - Passant a Nova York
- State of Mind (1992) - Detectiu (II)
- Amsterdamned (1988) - Turista (no acreditat)